# Iris Wagner (Künstlerin)

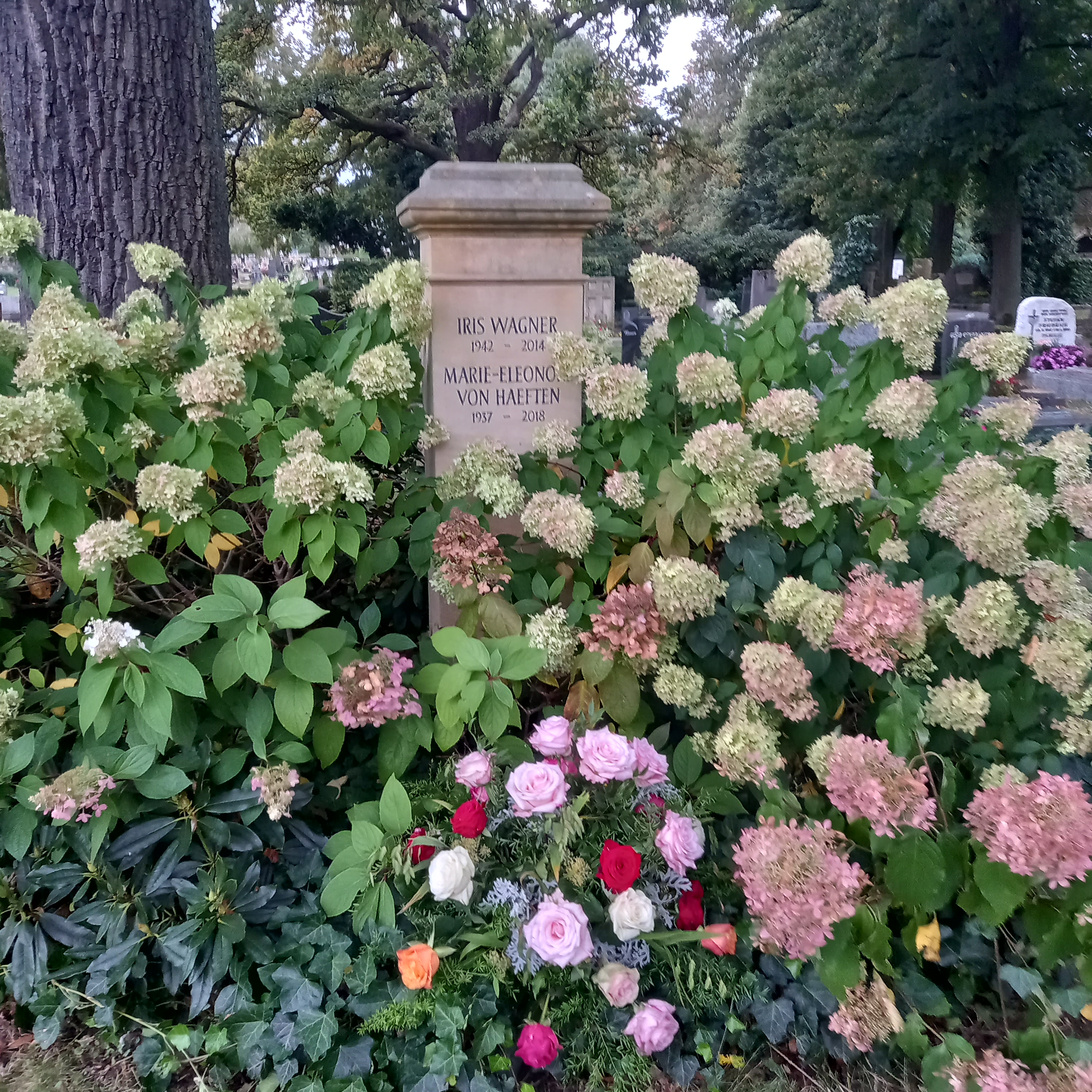
Das Grab von Iris Wagner auf dem Stadtfriedhof Bayreuth

Iris Wagner (* 12. Juni 1942 in Bayreuth; † 9. Januar 2014 in Berlin) war eine deutsche Künstlerin und Übersetzerin, die aus der Wagner-Familie stammte.

## Leben
Iris Wagner war das älteste Kind Wieland Wagners und damit eine Urenkeltochter von Richard Wagner. Sie wuchs im Haus Wahnfried zusammen mit ihren jüngeren Geschwistern Wolf Siegfried, Nike und Daphne auf.
Iris Wagner studierte in Tübingen Germanistik und arbeitete als Malerin, Fotografin und Filmemacherin. Später übersetzte sie Literatur aus dem Englischen, unter anderem Werke von Doris Lessing. Obwohl sie lange Jahre Mitglied im Stiftungsrat der Richard-Wagner-Stiftung war, hielt sie sich im Vergleich zu ihren Geschwistern und Cousins wie Cousinen gegenüber der Öffentlichkeit eher zurück.
Iris Wagner starb nach langer Krankheit im Alter von 71 Jahren in Berlin und wurde auf dem Bayreuther Stadtfriedhof beigesetzt.

## Werke
- 1972: Drehbuch und Filmmusik für Harlis, Drehbuch zusammen mit Robert van Ackeren und Joy Markert. Wagners Filmmusik erhielt 1973 den Deutschen Filmpreis
- 1975: Drehbuch für Der letzte Schrei, zusammen mit Robert van Ackeren und Joy Markert
- 1979: Übersetzung von Sylvia Plath: Briefe nach Hause 1950–1963
- 1978: Übersetzung von Doris Lessing: Das goldene Notizbuch
- 1981: Übersetzung von Doris Lessing: Martha Quest, zusammen mit Karin Kersten
- 1982: Übersetzung von Doris Lessing: Eine richtige Ehe, zusammen mit Karin Kersten
- 1983: Übersetzung von Doris Lessing: Sturmzeichen, zusammen mit Karin Kersten
- 1983: Übersetzung von Doris Lessing: Landumschlossen, zusammen mit Karin Kersten
- 1984: Übersetzung von Doris Lessing: Die viertorige Stadt, zusammen mit Karin Kersten
- 2014: Fotografien des Bildbands Mallorca, Manacor, herausgegeben von Antje Ellermann im Verlag Nicolai, Berlin